# Flagnac
Flagnac (okzitanisch Flanhac) ist eine französische Gemeinde mit 1.081 Einwohnern (Stand 1. Januar 2022) im Département Aveyron in der Region Okzitanien (vor 2016 Midi-Pyrénées). Sie gehört zum Arrondissement Villefranche-de-Rouergue und zum Kanton Lot et Dourdou. Die Einwohner werden Flagnacois genannt.

## Geografie
Flagnac liegt etwa 42 Kilometer nordwestlich von Rodez am Fluss Lot, der die Gemeinde im Norden begrenzt. Hier mündet auch der Limou in den Lot. Umgeben wird Flagnac von den Nachbargemeinden Saint-Santin im Nordwesten und Norden, Saint-Parthem im Norden und Nordosten, Almont-les-Junies im Osten, Firmi im Südosten, Decazeville im Süden sowie Livinhac-le-Haut im Westen.

## Bevölkerungsentwicklung
| Jahr                       | 1962 | 1968 | 1975 | 1982 | 1990 | 1999 | 2006 | 2019 |
| Einwohner                  | 830  | 788  | 902  | 988  | 905  | 888  | 929  | 1072 |
| Quellen: Cassini und INSEE |      |      |      |      |      |      |      |      |

## Sehenswürdigkeiten
- Kirche Saint-Martin
- Kirche Saint-Saturnin in Agnac
- Kapelle Notre-Dame-de-Pitié
- Burg Pagax aus dem 13. Jahrhundert, seit 1978 Monument historique
- Schloss La Griffoulière

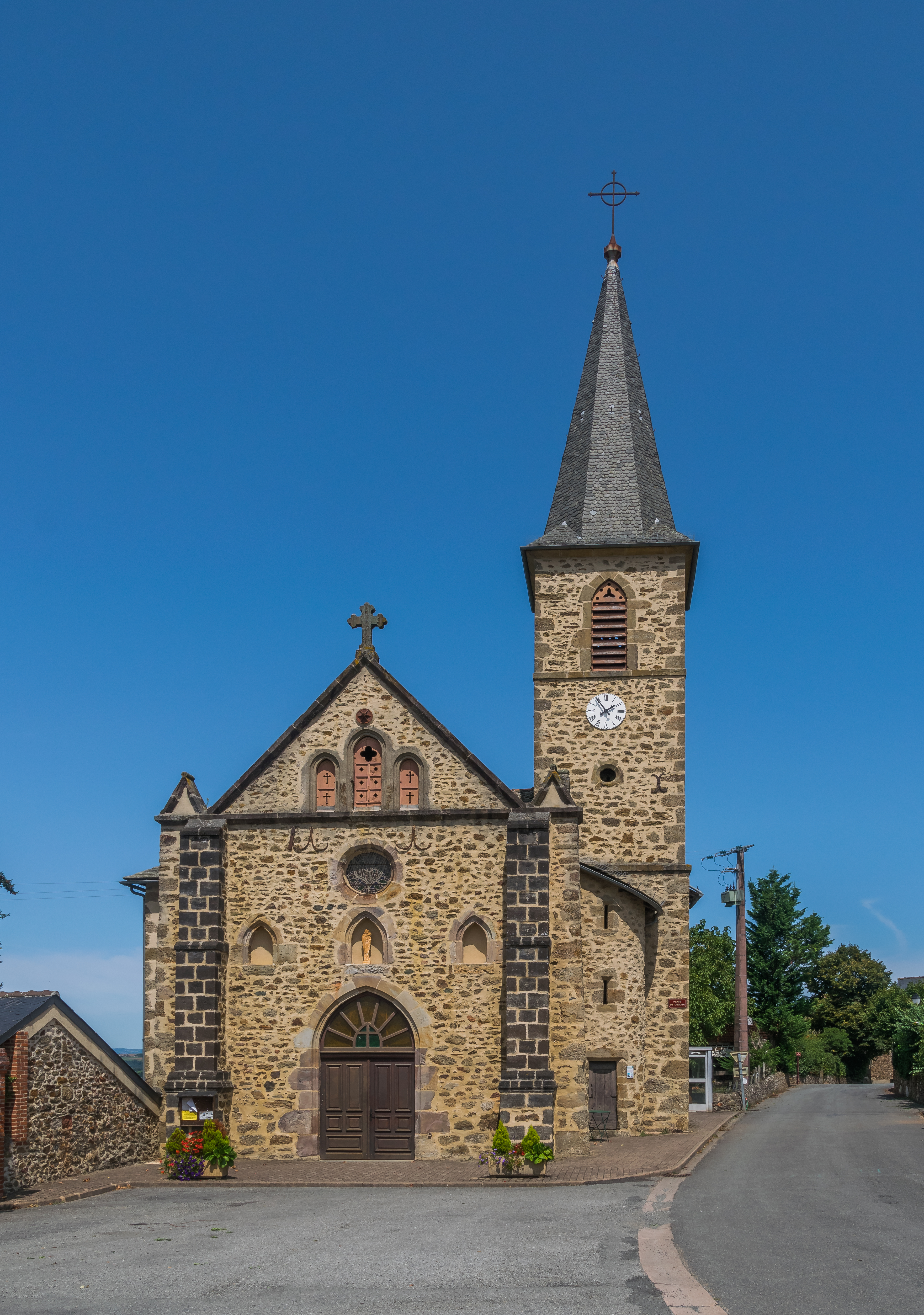
Kirche Saint-Saturnin in Agnac
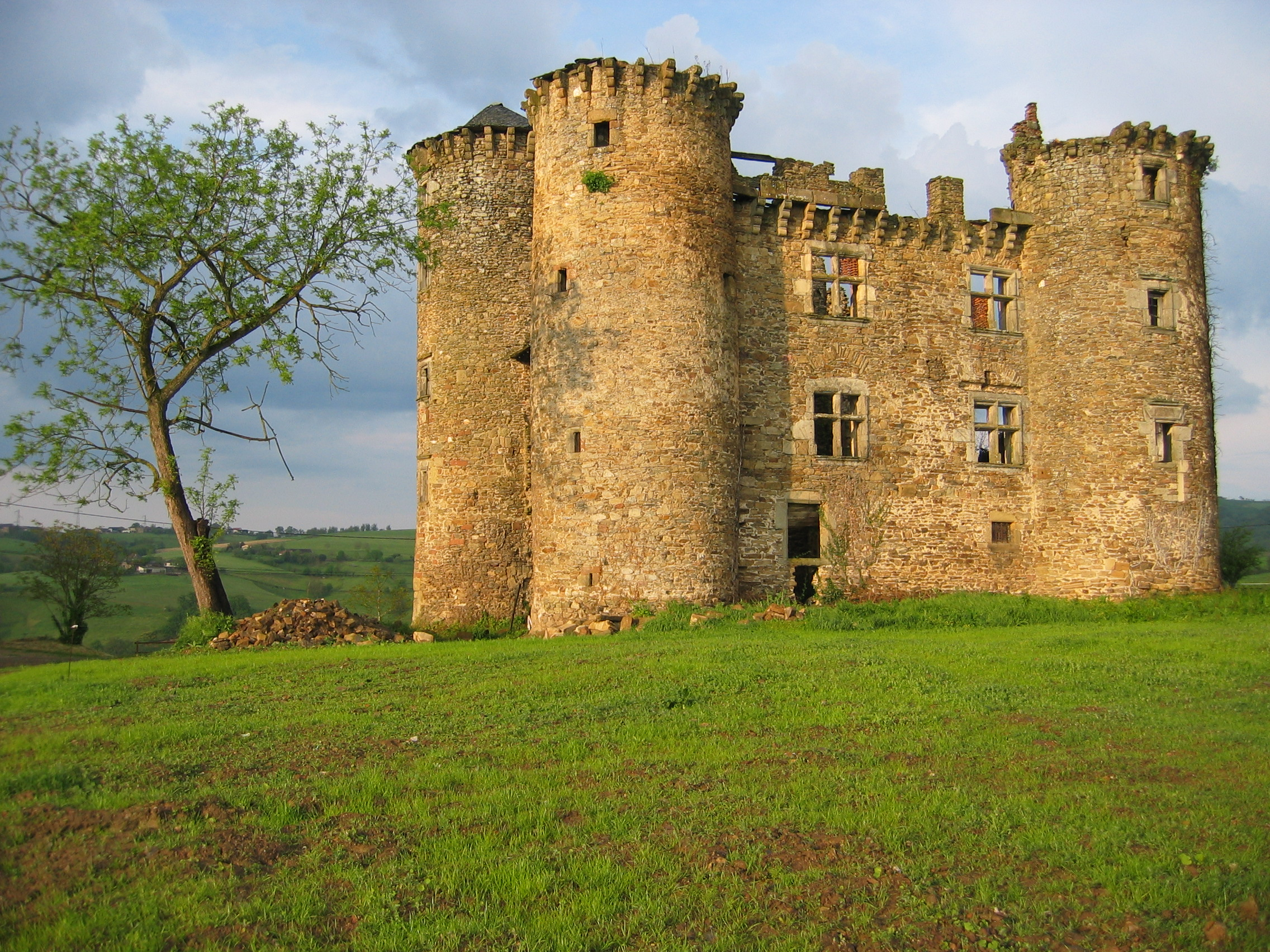
Burg Pagax